# Io sì (Seen)
Io sì (Seen) (italienisch/englisch für Ich schon [gesehen]) ist ein Lied aus dem Jahr 2020, das Diane Warren gemeinsam mit Laura Pausini und Niccolò Agliardi für Edoardo Pontis Film Du hast das Leben vor dir schrieb und das von Pausini gesungen wurde.

## Veröffentlichung und Versionen
Der erste Trailer für Du hast das Leben vor dir (Originaltitel: La vita davanti a sé), der im Oktober 2020 vorgestellt wurde, ist mit Io sì unterlegt. Die Soundtrack-EP ist seit dem 23. Oktober 2020 exklusiv auf digitalen Plattformen und im Streaming verfügbar.
Io sì existiert in mehreren Sprachversionen (neben Italienisch in Englisch, Französisch [Moi si], Spanisch [Yo si] und Portugiesisch [Eu sim]). Ende Oktober 2020 wurde auch ein Musikvideo veröffentlicht.

## Kommerzieller Erfolg

### Chartplatzierungen
| ChartsChartplatzierungen | Höchstplatzierung | Wochen |
| ------------------------ | ----------------- | ------ |
| Italien (FIMI)           | 71 (1 Wo.)        | 1      |

### Auszeichnungen für Musikverkäufe
| Land/Region    | Auszeichnungen für Musikverkäufe (Land/Region, Auszeichnung, Verkäufe) | Verkäufe |
| -------------- | ---------------------------------------------------------------------- | -------- |
| Italien (FIMI) | Gold                                                                   | 50.000   |
| Insgesamt      | 1× Gold ·                                                              | 50.000   |

## Auszeichnungen
Golden Globe Awards 2021
- Auszeichnung als Bester Filmsong[7]

Oscarverleihung 2021
- Nominierung als Bester Song